# David Bettoni
David Bettoni (Saint-Priest, 23 novembre 1971) è un allenatore di calcio ed ex calciatore francese, di ruolo difensore o centrocampista, tecnico del Club Africain.

## Carriera

### Giocatore
Originario di Saint-Priest, gioca nell'ASPTT Lyon quando viene notato da Alain Moizan durante una partita tra la sua squadra e il Cavigal Nice. Accetta l'offerta di Moizan, che gli propone un provino presso il centro di formazione del Cannes, di cui Moizan è direttore generale. Su richiesta di Jean Fernandez, allora allenatore della prima squadra, viene ingaggiato dal club.
Durante questi anni di formazione incontra Zinédine Zidane e divenne uno dei suoi amici più stretti. Debutta in prima squadra, nella seconda divisione francese, nella stagione 1991-1992, in un'annata conclusasi con la retrocessione del Cannes in Division 2]. Avendo trovato poco spazio in squadra, viene girato in prestito a un club di seconda divisione, l'Istres, per la stagione 1993-1994, in cui gioca 34 partite. La squadra si colloca all'ultimo posto alla fine della stagione e retrocede in terza divisione. Non avendo giocato neanche una partita nel Cannes nell'annata seguente, nella stagione 1995-1996 viene ceduto in prestito all'Olympique Alès, squadra che termina all'ultimo posto in seconda divisione alla fine dell'annata.
Nel 1996, quando il suo amico Zinédine Zidane viene acquistato dalla Juventus, David Bettoni lo segue in Italia, dove veste le maglie di varie compagini di terza e quarta divisione. Dapprima milita nell'Avezzano, in Serie C1, e retrocede in quarta serie, sicché si sposta all'Alessandria, con cui conosceà un'altra retrocessione in quarta divisione dopo la sconfitta ai play-out. Dopo una stagione e mezza in Serie C2, prima con l'Alessandria e poi con il Novara, dove gioca per un paio di mesi, nel 1999 firma con la Lucchese, che gioca in terza divisione, e nel Brescello, che retrocede  in quarta divisione alla fine della stagione 2000-2001.
Nel 2001, con la partenza di Zidane, che approda al Real Madrid dalla Juventus, Bettoni rimane inattivo e segue il connazionale in Spagna, poi torna in Francia e gioca per la stagione 2002-2003 con il Créteil-Lusitanos, in seconda divisione. Nel 2003-2004 conclude la carriera al Cannes, in terza divisione.

### Allenatore
Terminata la carriera agonistica, incoraggiato dalla direzione del club, entra come allenatore nel settore giovanili del Cannes, dove guida l'Under-13 e l'Under-14. Successivamente divenne allenatore dell'Under-19 e spesso allena anche la squadra di calcio dell'Istituto nazionale di calcio di Clairefontaine.
Nel luglio 2013 entra nello staff tecnico del Real Madrid, dove Zidane è vice allenatore della prima squadra, per occuparsi del Real M. Castilla, squadra riserve del club, dove cura in particolare del reclutamento e della supervisione degli avversari.
Nella stagione 2014-2015 Zidane diviene l'allenatore del Real Madrid Castilla e Bettoni diventa suo vice. Nel 2014 Zidane viene sospeso per tre mesi, poiché non in possesso della qualifica richiesta, vale a dire il DEPF (diploma di allenatore di calcio). Bettoni, che possiede quel diploma, assume dunque l'incarico di allenatore ad interim.
Il 4 gennaio 2016 approda al Real Madrid, come membro dello staff Zinédine Zidane, allenatore della prima squadra, dove rimane fino al 2021.
L'8 marzo 2023 viene ingaggiato dal Sion, in sostituzione dell'esonerato Celestini, con la squadra al penultimo posto nella classifica del campionato.
Nel luglio 2024 diviene allenatore del Club Africain, club tunisino.